# Agnès Parguey-Leduc
Agnès Parguey-Leduc (14 de diciembre de 1936) es una botánica, micóloga, liquenóloga, profesora, taxónoma, y exploradora francesa.
Desarrolla actividades académicas y científicas en el Laboratorio de Liquenología, Instituto de Ecología, del Museo Nacional de Historia Natural de Francia, en París.

## Carrera
Agnès es una liquenóloga con intereses de investigación activos, y ha hecho contribuciones significativas a, diversos aspectos del campo durante por más de treinta años. Es una de los que gustaba referenciarse como "banda de los cuatro" de Marius Chadefaud, junto con André Bellemere, Marie-Claude Janex-Favre, y Marie-Agnes Letrouit-Galinou, que comenzó a mostrar a partir de la observación de que los entonces dominantes puntos de vista de Nannfeldt-Luttrell, del desarrollo de ascomicetos y clasificaciones, que eran poco sólidos. Muchos eran escépticos de sus dibujos e interpretaciones ya que a menudo parecían tan contrarias a las opiniones aceptadas, y también eso estaba en francés proporcionando una barrera, aunque Marie-Agnès, en particular, produjo importantes exámenes de la labor del grupo en inglés. Sin embargo, la "banda de los cuatro" continuó su documentación minuciosa, y no fue hasta mediados de la década de 1970, que la marea empezó a cambiar. Estudios de microscopía electrónica comenzaron a mostrar que estaban estudiando las estructuras reales, y micólogos en general comenzaron a despertar y reconocer la importancia de sus descubrimientos, que son hoy en día también apoyado por los datos moleculares abrumadoras.

## Algunas publicaciones
- marie-agnès Letrouit-Galinou, a. Parguey-Leduc, m.-c. Janex-Favre. 1994. Ascoma Structure and Ontogenesis in Ascomycete Systematics. Ascomycete Systematics 269: 23-36

- agnès Parguey-Leduc. 1990. Le primordium et le développement des périthèces des Pyrénomycètes ascohyméniaux, 214 p.

- --------------------------. 1977. Les asques des pyrenomycetes. Rev. Mycol. 41: 281-338.

- --------------------------. 1966. Recherches sur l'ontogénie et l'anatomie comparée des ascocarpes des Pyrénomycètes ascoloculaires. Tesis. París, Masson, 289 p. il.

### Cap. de libros
- Ascomycete Systematics. Problems and Perspectives in the Nineties. Editó David L. Hawksworth
  - m.-a. Letrouit-Galinou, agnès Parguey-Leduc, m.-c. Janex-Favre. Ascoma structure and ontogenesis in ascomycete systematics
  - agnès Parguey-Leduc, m.-c. Janex-Favre, m.-a. Letrouit-Galinou, a. Bellemere. M. Chadefaud and ascomycete systematics

## Honores

### Membresías
- de la Société Botanique de France[5]

- La abreviatura «Parg.-Leduc» se emplea para indicar a Agnès Parguey-Leduc como autoridad en la descripción y clasificación científica de los vegetales.[6]